# 中国刀

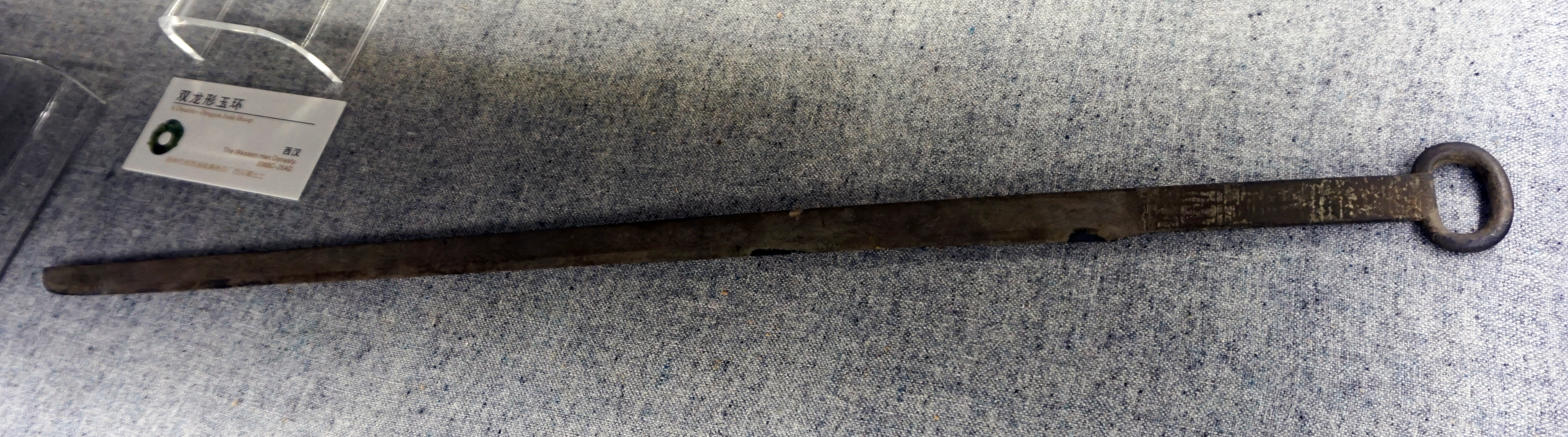
前漢の環首刀（腐朽が激しい）

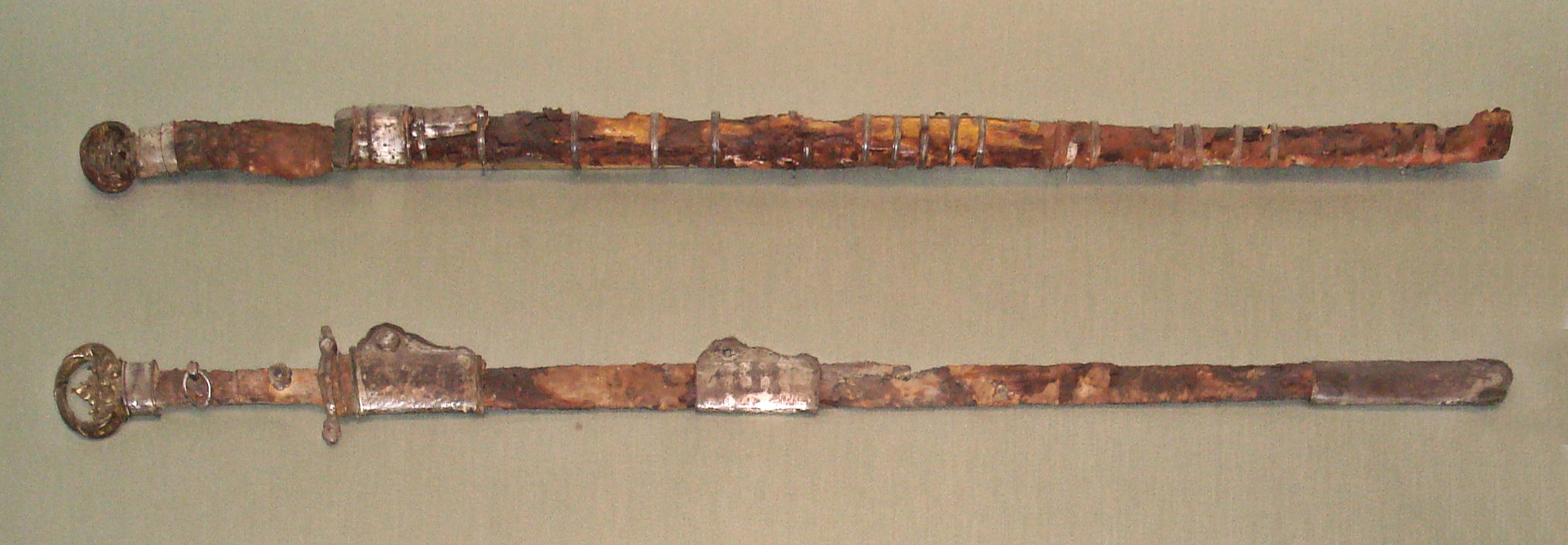
隋代の横刀

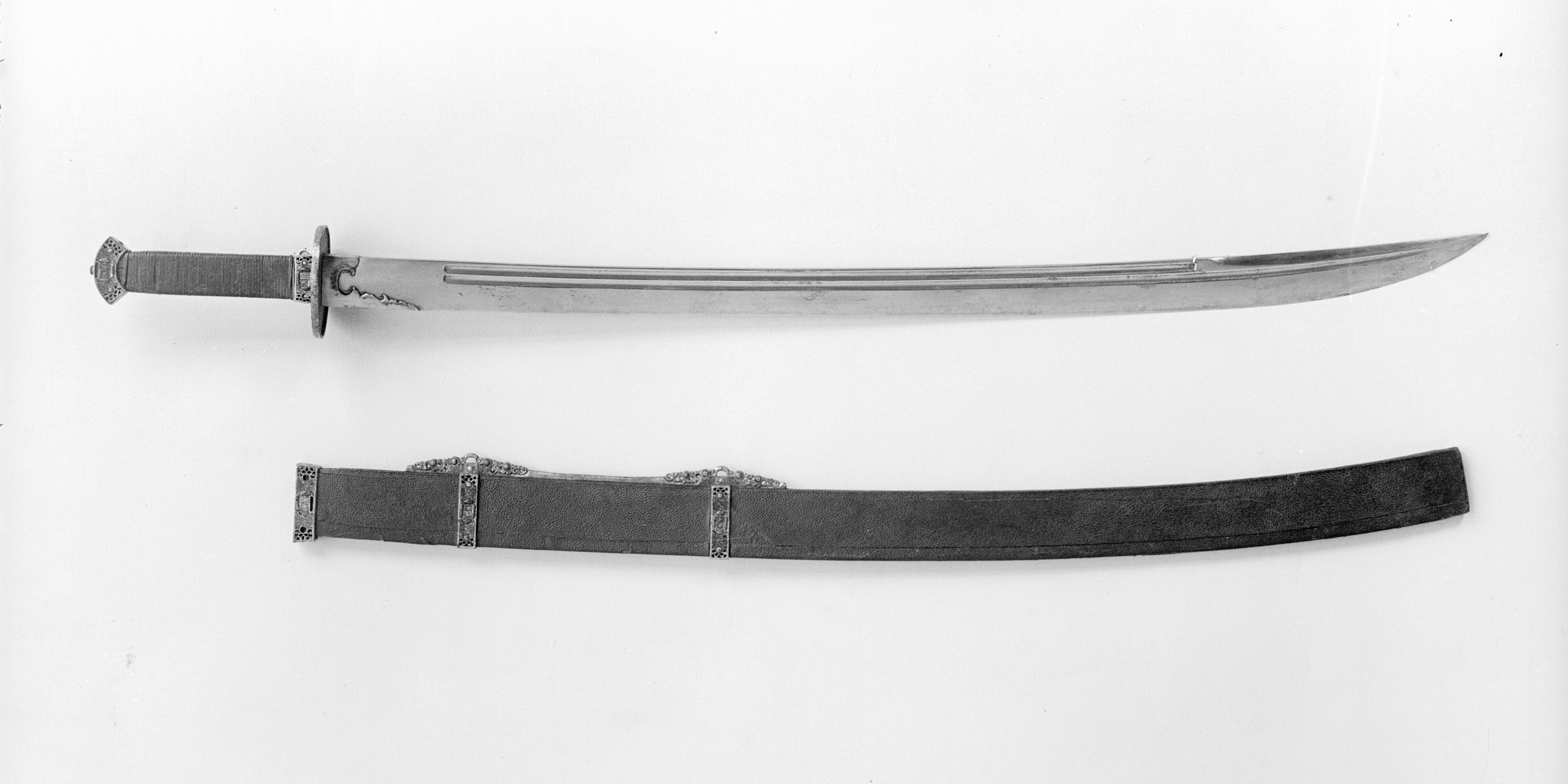
17〜18世紀の柳葉刀

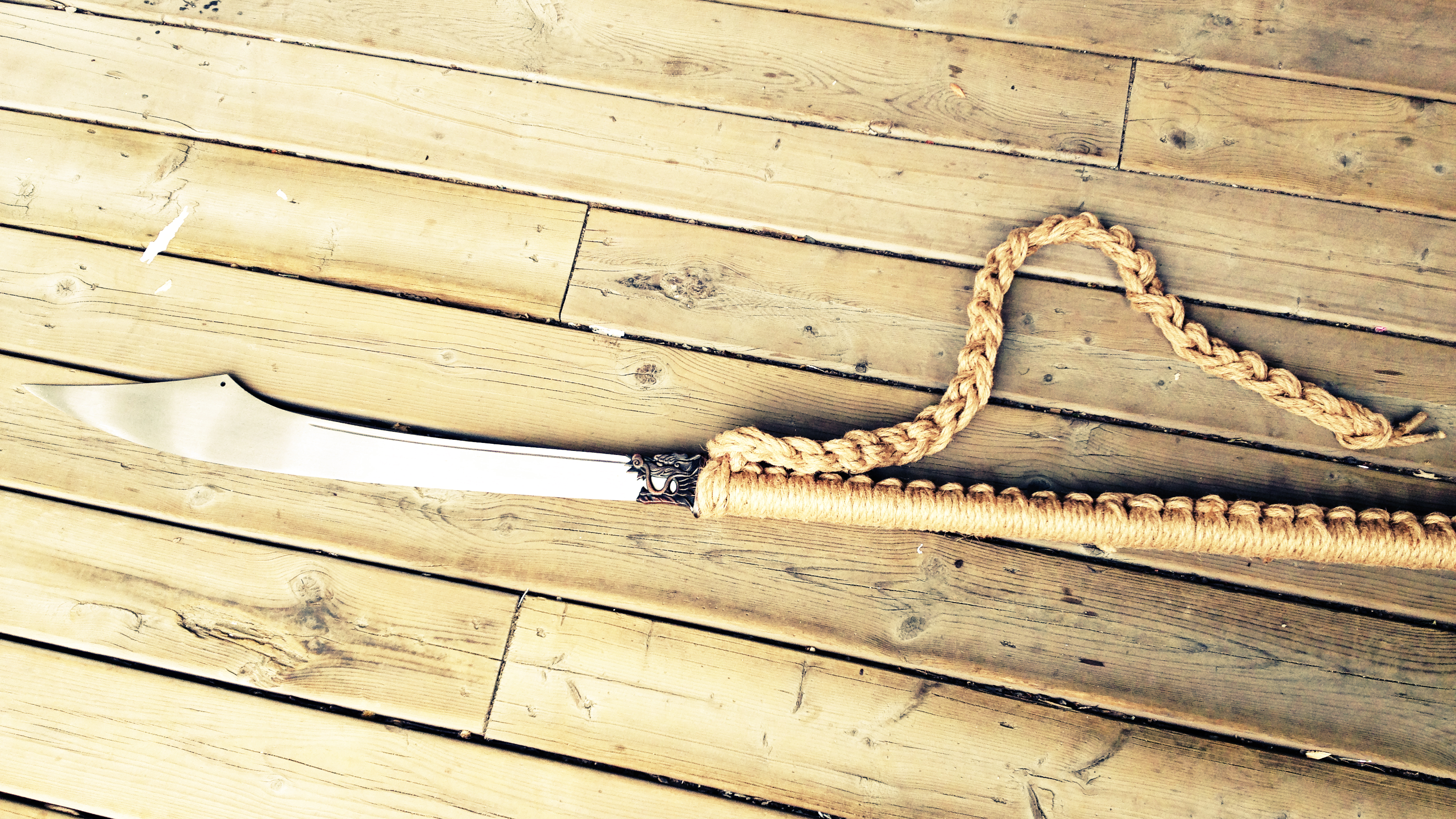
朴刀

中国刀（ちゅうごくとう）は、古代から近代までの中国で使われた様々な刀の総称。

## 概要
近世の中国刀の中でも代表的な柳葉刀は、日本刀と違って、柄は短めで刀身は先端に向かって幅広になる。基本的に片手で扱う。日本刀と比べると厚く造られるため、若干重いことが多い。環首刀をはじめとする宋代以前の刀のほとんどは直刀だが、騎馬民族の刀に影響されて徐々に曲刀になったと言われている。時代・地域によって形質や使用法は多種多様であり、中には二刀流専用で扱われる種類の刀・双刀もある。
日本刀のように、両手で扱う刀（主に、苗刀・双手刀と呼ばれる）は世界的に見ても特殊なものだが、中国には、倭寇という日本近海の海賊が用いた野太刀を基にした刀を使う「苗刀」という刀術が存在する。明代の将軍戚継光は、倭寇との戦で得た陰流剣術の目録を研究し、『辛酉刀法』を著したと言われている。
製造方法は主に日本刀と同じく鍛造で、炭素量の異なる鋼材を組み合わせて作られることが多い。
武術専用の刀として、少林拳に伝えられている少林刀術、太極拳に伝えられている太極刀、南派武術に伝えられていた胡蝶刀、八卦掌に伝えられている八卦刀 （程派八卦門にはそのまま刀術に転用できる身法が多い）、麟角刀 、苗刀などがある。また、意拳の一部の系統で「双把剣」という刀術を伝えているが、これは後に太気拳を開いた澤井健一が伝えた日本剣術である。
基本的には鍛造で作成され、切れ味と強靭性を両立させるため、炭素量が多い鋼鉄を刃部に、それ以外の刀身部位に炭素量の低い柔らかい鋼鉄をそれぞれ用いた。

## 種類
寸法や形状、用途によって種類が多岐に細分されている。また、同じ形状の刀でも時代や文献等によって複数の異なる名称を持つ場合や、逆に違う形状の数種類の刀に同じ名称が使われている場合がある。そのためそれぞれの刀兵器を一つに体系化して分類するのは困難である。

### 短柄刀
| 名称   | 備考 |
| ------ | --- |
| 環首刀 | 漢代〜南北朝に使用された刀。刀身が真っ直ぐな直刀で、柄尻が輪状になっている。軍の主要な武器としてそれまで使用されていた剣に取って代わった。のちの日本刀に影響を与えたとされている。 |
| 橫刀   | 隋〜唐代に使用された装飾の無い直刀。軍の主要な武器として兵士が使用した。 |
| 儀刀   | 隋〜唐代に使用された儀礼刀。形式などは概ね横刀と相似する。 |
| 陌刀   | 唐代の長刀。重装騎兵に対処するための武器。刃の形状には諸説あり、三尖刀に似た形状であるとも、長巻に似た反りのある形状であるとも言われる。                                           |
| 手刀   | 宋代に使用された鍔付きの刀。先端部の刃幅が広い。 「武経総要」に記載された宋王朝の8種類の刀の中で唯一、柄の短いタイプ。                                                             |
| 朴刀   | 宋代に登場した曲刀。刀背部がヘの字形に反り返り、重心が先端部に寄っている。 正規の軍隊だけでなく民間でも日用品として用いられた。                                                    |
| 斬馬刀 | 敵兵の騎乗する馬を斬るために使用される長大な刀。漢代における斬馬剣。 清代後期に義和団によって使用され、義和刀とも呼ばれた。                                                        |
| 腰刀   | 腰から吊るして携帯する刀。「武備志」では明代の刀全般を指し 盾と一緒に使われることが多かった。[11] [12]                                                                             |
| 長刀   | 刀身または柄の長い刀。「武備志」では、主に日本刀を指す。[13] |
| 佩刀   | 腰刀の別称。「皇朝禮器圖式」や「大清会典」では 清代に使用された刀全般を指す名称として用いられている。[14] [15]                                                                     |
| 雁翅刀 | 雁の翼に似た形状の刀。明代から清代にかけて用いられた腰刀の一種。 形状と用途は宋王朝の手刀と同じものとする説がある。                                                                |
| 雁翎刀 | 雁の羽毛に似た形状の刀。明代から清代にかけて用いられた腰刀の一種。 |
| 柳葉刀 | 柳の葉に似た形状の刀。腰刀の一種。刃が薄く、柄が短い。ほとんどが銅、鉄等で作られている。                                                                                           |
| 牛尾刀 | 牛の尾に似た形状の刀。清代の腰刀の形の一種。主に役人が帯刀した。 |
| 大刀   | 片手で扱う刀背の分厚い刀。 多くは日中戦争期に使われた所謂抗日大刀を指し、それ以外は長柄の刀を指す                                                                                  |
| 苗刀   | 明代に日本刀を参考に開発された両手で扱う曲刀。明と清では単に「長刀」と呼ばれるが、後世では別兵器との混同を避けるため苗刀と改称されている。                                         |
| 軍刀   | 西洋におけるサーベル。長さ約1尺、わずかに湾曲した刀身で、騎兵隊が突撃時に用いた。                                                                                                  |
| 刺刀   | 狭義には銃器の前端に取り付けられた接近戦用の刃、所謂銃剣(バヨネット)を指す。 より広義の意味では、刺突に特化した鋭利な刀を指す。                                                    |
| 鬼頭刀 | 処刑人が罪人を処刑するために用いた刀。 |
| 戒刀   | 僧侶が所持する刀。戒律で殺生が禁じられており、専ら日常品として使用された事に由来する名称。 その内容は剃毛、調理、工作、裁断など多岐に渡る。                                        |
| 鸞刀   | 柄部分に鈴が飾られたナイフ。祭祀で家畜を生贄に捧げる際に使われた。 |
| 短刀   | 匕首など短い寸法の武器。 |
| 單刀   | 柄が短く、刀身の長い刀。主に武術に用いる物を指す。 |
| 板刀   | 切っ先のない長方形の刀。現代中国では同様の形状の刃物を西瓜刀という。 |
| 鋼刀   | 鋼鉄製の刀。 |
| 破風刀 | 直線的な刀身と湾曲した柄を備えた刀 |
| 潑風刀 | 刀身の幅広い刀。 |

### 長柄刀
- 大刀
- 三停刀
- 三尖両刃刀